# Њујоршки плавци (11. сезона)
Њујоршки плавци је америчка телевизијска полицијска серија смештена у Њујорку која приказује унутрашње и спољашње борбе измишљене 15. станице на Менхетну.
Сезона 11 је емитована од 23. септембра 2003. до 11. маја 2004. године.

## Опис
У 11. сезони Сиповиц се оженио по трећи пут и детективка Макдауел му је постала трећа жена. Током 11. сезоне дошло је до измена. У 13. епизоди је Родригез је напстио одељење због свађе са капетаном из Унутрашње контроле који га је упуцао, а у 14. је Макдауелова напустила одељење да би могла да подиже њено и Сиповицево дете. Родригеза је заменио Џон Ф. О’Донохју као Еди Гибсон у 14. епизоди. Гарсел Бјува-Нилон је напустила серију на крају сезоне јер није успела да осуди Родригезовог стрелца. Гибсон је напустио одељење на крају сезоне из непознатих разлога.

## Улоге

### Главне
- Денис Франц као Енди Сиповиц
- Марк-Пол Госелар као Џон Кларк мл.
- Гордон Клап као Грег Медавој
- Хенри Симонс као Болдвин Џоунс
- Шарлот Рос као Кони Макдауел-Сиповиц (Епизоде 1-14)
- Бил Брочрап као ЛАП Џон Ирвин
- Гарсел Бјува-Нилон као ПОТ Валери Хејвуд
- Есаи Моралес као Тони Родригез (Епизоде 1-13)
- Жаклин Обрадорс као Рита Ортиз
- Џон Ф. О’Донохју као Еди Гибсон (Епизоде 14-22)

### Епизодне
- Ким Дилејни као Дајен Расел-Симон (Епизоде 5-8)
- Џон Ф. О’Донохју као Еди Гибсон (Епизода 13)

## Епизоде
| Бр. у серији | Бр. у сезони | Наслов                       | Редитељ         | Сценариста                            | Емитовање           |
| --- | ------------ | ---------------------------- | --------------- | ------------------------------------- | ------------------- |
| 220 | 1            | Какав мајмун                 | Марк Тинкер     | Бил Кларк, Кит Иснер                  | 23. септембар 2003. |
| Брат осуђеног злостављача деце је убијен, а детективи сведоче против капетана Фрејкера због покушаја убиства Тонија Родригеза. |              |                              |                 |                                       |                     |
| 221 | 2            | Твој аутобус, Теде           | Марк Пизнарски  | Бил Кларк, Том Шентгиорги             | 30. септембар 2003. |
| Травестит је убијен, хирург избоден пред болницом, а Родригез сведочи на суђењу капетану Фрејкеру. |              |                              |                 |                                       |                     |
| 222 | 3            | Стрижа глупости              | Тавна МекКирнан | Бил Кларк, Бони Марк                  | 7. октобар 2003.    |
| -Сиповиц и Кларк мл. истражују претученог човека, жена пријављује несталог мужа, а сведочење на Фрејкеровом суђењу прети да угрози Родригезову каријеру. |              |                              |                 |                                       |                     |
| 223 | 4            | Слободан порнић              | Денис Дуган     | Бил Кларк, Грег Плеџмен               | 14. октобар 2003.   |
| Пресуда је изречена на Фрејкеровом суђењу, а домаћица из средње класе је пронађена мртва на улици. |              |                              |                 |                                       |                     |
| 224 | 5            | Бити у току                  | Џеси Бочко      | Бил Кларк, Мат Олмстед                | 21. октобар 2003.   |
| Дајен Расел помаже детективим из 15-те станице да пронађу серијског убицу који циља жене у кафани, а Џоунс покушава да спречи насилног оца да малтретира сина. Напомена: Појава Дајен Расел.                                                                                            |              |                              |                 |                                       |                     |
| 225 | 6            | Смирени Енди                 | Џејк Полтро     | Бил Кларк, Николас Вутон              | 28. октобар 2003.   |
| Још једна млада жена је постала плен у кафани, а када је насилна мајка пронађена мртва, деца су осумњичена. Напомена: Појава Дајен Расел. |              |                              |                 |                                       |                     |
| 226 | 7            | То је да се умре             | Ед Бегли мл.    | Бил Кларк, Кит Иснер                  | 4. новембар 2003.   |
| Када је још једна жена повезана са нападима у кафани, Сиповиц мисли да је побегла серијском убици. У међувремену, млади полицајац тврди да је у самоодбрани упуцао и и убио осумњиченог, а Раселова иде на биопсију груди. Напомена: Појава Дајен Расел.                                |              |                              |                 |                                       |                     |
| 227 | 8            | И Венера је...               | Пол Идс         | Бил Кларк, Том Шентгиорги             | 18. новембар 2003.  |
| Детективи праве помак у случају серијског убице, Макдауелова открива да је трудна, а она и Сиповиц планирају своје венчање. Напомена: Последња појава Дајен Расел. |              |                              |                 |                                       |                     |
| 228 | 9            | Само шмокљани плаћају порез  | Дона Дич        | Бил Кларк, Вилијам Финкелштајн        | 25. новембар 2003.  |
| Полицајац у пензији и његова жена су претучени и опљачкани у рођеној кући, а отац удомитељ враћа дете социјалној служби када биолошки отац дечака запрети његовој породици. |              |                              |                 |                                       |                     |
| 229 | 10           | Ти си бомба                  | Џон Хејмс       | Мат Олмстед, Николас Вутон            | 10. фебруар 2004.   |
| Човек који је био отет и има бомбу на грудима се везао лисицама за Макдауелову и прети да ће да разнесе све, а Девлинова хоће раскид са Кларком мл. |              |                              |                 |                                       |                     |
| 230 | 11           | Проналажење камена           | Керол Бенкер    | Бил Кларк, Бони Марк                  | 17. фебруар 2004.   |
| Када је трговац Јеврејин убијен у могућем злочину из мржње, Сиповиц и Кларк мл. сумњају у недавни прелазак у ислам. У међувремену, отац Мајкла Вудрафа је главни осумњичени у нападу на дечакову тетку.                                                                                 |              |                              |                 |                                       |                     |
| 231 | 12           | Брбљив-брбљив, бум-бум       | Марк Тинкер     | Бил Кларк, Грег Плеџмен               | 2. март 2004.       |
| Сиповиц и Кларк мл. сарађују са мафијашем да би ухватили човека који му је прегазио ћерку. У међувремену, жену је силовао човек који тврди да ју је упознао на интернет ћаскању, Родригез даје отказ, а Џоунс одлучује да усвоји Мајкла Вудрафа.                                        |              |                              |                 |                                       |                     |
| 232 | 13           | Узми ми жену, молим те       | Денис Дуган     | Бил Кларк, Кит Иснер                  | 9. март 2004.       |
| Полицајац је осумњичена за убиство човека који му се виђао са женом, власник комичарског клуба је пронађен мртав у украденом ауту, а станица добија новог надређеног. Напомена: Последња појава Тонија Родригеза.                                                                       |              |                              |                 |                                       |                     |
| 233 | 14           | Пуковник знање               | Стивен ДеПол    | Бил Кларк, Том Шентгиорги             | 16. март 2004.      |
| Детективи истражују Латино банду, главни елемент убиства, човек пријављује да му је 15-огодишња ћерка отета, а Гибсон доводи свог одвратног папагаја у станицу. Детектив Стен Хачер долази у 15-ту станицу под Ендијевом присмотром. Напомена: Последња појава Кони Макдауел.           |              |                              |                 |                                       |                     |
| 234 | 15           | Матори галамџија             | Марк Тинкер     | Бил Кларк, Николас Вутон              | 23. март 2004.      |
| Тражи се човек који отима, силује, мучи и затвара жене у тамнице, а Медавоју се свиђе мало старија жена која је зависна од секса. |              |                              |                 |                                       |                     |
| 235 | 16           | На огради                    | Боб Доерти      | Бил Кларк, Мат Олмстед                | 30. март 2004.      |
| Сиповиц сумња да је полицајац који је упуцан док није био на дужности корумпиран, а старији човек је пронађен мртав у хотелској соби. |              |                              |                 |                                       |                     |
| 236 | 17           | У бога верујемо              | Кевин Хукс      | Бил Кларк, Грег Плеџмен               | 6. април 2004.      |
| Детектив Хачер сређује пребацивање Сиповица из 15-те станице у мртвачницу Белв. Сиповиц, због своје прошлости, наставља да истражује Хачера због убиства, а доминантна жена је пронађена избатинана до смрти.                                                                           |              |                              |                 |                                       |                     |
| 237 | 18           | Браћа Грим                   | Рик Валас       | Бил Кларк, Кит Иснер                  | 13. април 2004.     |
| Хејвудова поново отвара стари случај убиства који је Сиповиц већ решио. У међувремену, Сиповиц и Кларк мл. истражују човека чијег брата лови ловац на награде, а жена која је дала бебу на усвајање када је отишла у затвор је сад жели назад.                                          |              |                              |                 |                                       |                     |
| 238 | 19           | Пилер? Једва сам је познавао | Џеси Бочко      | Бил Кларк, Том Шентгиорги             | 20. април 2004.     |
| Човек има амнезију након што је упуцан у главу. У међувремену, човек кога је Сиповиц ухапсио пре двадесет година због силовања и убиства 12-годишњакиње је пуштен када га је ДНК тест ослободио кривице, а Ортизова и Ронсон затварају круг тинејџерске проституције.                   |              |                              |                 |                                       |                     |
| 239 | 20           | Трејлор Треш                 | Марк Тинкер     | Бил Кларк, Мат Олмстед                | 27. април 2004.     |
| Бивши зависник који је постао одани члан цркве је пронађен упуцан у груди. Сиповиц сумњичи оца убијене 12-годишакиње из случаја, након што је ДНК тест ослободио човека који је првобитно послат у затвор. У међувремену, Девлинова посећује Кларка мл. у станици у манијакалном стању. |              |                              |                 |                                       |                     |
| 240 | 21           | Шта је твој отров?           | Џеси Бочко      | Бил Кларк, Николас Вутон              | 4. мај 2004.        |
| Осумњичени у Сиповицевој текућој истрази убиства је пронађен мртав, човек је изгубио огрлицу своје жене од 35.000 у пљачки, Мајкл Вудраф сведочи против оца на суђењу због убиства његове мајке, а Девлинова бежи са психијатријске клинике.                                            |              |                              |                 |                                       |                     |
| 241 | 22           | Ко је твој тата?             | Марк Тинкер     | Бил Кларк, Николас Вутон, Мат Олмстед | 11. мај 2004.       |
| Кларк мл. и Сиповиц осумњиче бившег мужа за убиство жене, порота доноси пресуду Крегу Вудрафу, Ронсон и Ортизова траже кријумчара оружја, а Кларк мл. је закаснио да спасе Девлинову. Напомена: Последња појава ПОТ Валери Хејвуд и Едија Гибсона.                                      |              |                              |                 |                                       |                     |